# Куссу
Куссу (осет. Къуссу) — село в Ирафском районе Республики Северная Осетия-Алания. Входит в состав Стур-Дигорского сельского поселения.

## География
Село расположено на левом берегу реки Урух, в 1 км к западу от центра сельского поселения Стур-Дигора, в 49 км к югу от районного центра Чикола и в 122 км к юго-западу от Владикавказа.

## Население
| 2002 | 2010 | 2021 |
| ---- | ---- | ---- |
| 34   | ↘28  | ↗86  |